# Deutsche Leichtathletik-Meisterschaften 1951
Die 51. Deutschen Leichtathletik-Meisterschaften wurden am 28. und 29. Juli 1951 im Düsseldorfer Rheinstadion ausgetragen. Nahezu alle Disziplinen einschl. des Marathonlaufs fanden im Rahmen dieser Veranstaltung statt.

## Wettbewerbsprogramm
Erstmals wurde für die Männer ein weiterer Hürdenlauf auf der Strecke von 200 Meter ins Wettkampfprogramm aufgenommen. Im Folgejahr wurde dieser Wettkampf zwar wieder gestrichen, war dann aber von 1953 bis 1965 Bestandteil der Meisterschaftswettkämpfe. Der Fünfkampf für die Männer wurde letztmals als „Deutscher Fünfkampf“ ausgetragen. Gewertet wurden dazu die Disziplinen des Zehnkampfs vom ersten Tag.

## Ausgelagerte Disziplinen
Es gab drei Ausnahmen mit Meisterschaftswettbewerben an anderen Orten zu anderen Terminen:
- Waldlauf (Männer) – Uelzen, 22. April auf einer Streckenlänge mit Einzel- und Mannschaftswertung
- Mehrkämpfe (Frauen: Fünfkampf) / (Männer: Fünfkampf und Zehnkampf), jeweils mit Einzelwertungen – Wetzlar, 18./19. August
- 50-km-Gehen (Männer) – Braunschweig, 9. September mit Einzel- und Mannschaftswertung

## Rekord
Im Stabhochsprung stellte Julius Schneider (SC Pforzheim) mit 4,20 m einen neuen deutschen Rekord (DR) auf.

## Medaillengewinner Männer
Die folgenden Übersichten fassen die Medaillengewinner und -gewinnerinnen zusammen. Eine ausführlichere Übersicht mit den jeweils ersten sechs in den einzelnen Disziplinen findet sich unter dem Link Deutsche Leichtathletik-Meisterschaften 1951/Resultate.
| Disziplin                                   | Gold                                                                             | Leistung            | Silber                                                                        | Leistung              | Bronze                                                                           | Leistung             |
| ------------------------------------------- | -------------------------------------------------------------------------------- | ------------------- | ----------------------------------------------------------------------------- | --------------------- | -------------------------------------------------------------------------------- | -------------------- |
| 100 m                                       | Heinz Fütterer (Karlsruher FC Phönix)                                            | 10,8 s00            | Peter Kraus (VfL München)                                                     | 10,8 s00              | Werner Zandt (Stuttgarter Kickers)                                               | 10,8 s00             |
| 200 m                                       | Peter Kraus (VfL München)                                                        | 21,4 s00            | Werner Zandt (Stuttgarter Kickers)                                            | 21,4 s00              | Heinz Kosina (1. FC Schwandorf)                                                  | 22,0 s00             |
| 400 m                                       | Hans Geister (CSV Marathon 1910 Krefeld)                                         | 47,2 s00            | Karl-Friedrich Haas (1. FC Nürnberg)                                          | 47,3 s00              | Eugen Vogt (TSV 1860 München)                                                    | 48,2 s00             |
| 800 m                                       | Urban Cleve (Preussen Krefeld)                                                   | 1:50,0 min          | Heinz Ulzheimer (Eintracht Frankfurt)                                         | 1:50,1 min            | Ernst Viebahn (Rot-Weiß Oberhausen)                                              | 1:54,4 min           |
| 1500 m                                      | Karl Kluge (Werder Bremen)                                                       | 3:50,2 min          | Werner Lueg (Sportfreunde Gevelsberg)                                         | 3:50,6 min            | Heinz Laufer (DSV Hannover 1878)                                                 | 3:50,8 min           |
| 5000 m                                      | Herbert Schade (Barmer TV 1846 Wuppertal)                                        | 14:19,6 min         | Walter Müller (TSV 1860 München)                                              | 14:39,4 min           | Siegfried Steller (SCC Berlin)                                                   | 15:11,8 min          |
| 10.000 m                                    | Erich Kruzycki (SC Victoria Hamburg)                                             | 31:45,2 min         | Günter Heßelmann (SuS 09 Dinslaken)                                           | 31:50,2 min           | Hermann Eberlein (TSV 1860 München)                                              | 32:03,8 min          |
| Marathon                                    | Wilfried Hogrefe (TK Hannover)                                                   | 2:46:06 h000        | Heinz Kuderski (TuS Jahn Werdohl)                                             | 2:50:52 h000          | Josef Legge (VfL Bochum)                                                         | 2:54:33 h000         |
| Marathon, Mannschaftswertung                | TK HannoverWilfried Hogrefe Gerd von Hanu-Krüger Rodowski                        | 8:54:10 h000        | FSV FrankfurtEgon Pfarr Erich Lachhein Otto Haupt                             | 9:27:06 h000          | ETSV Altona-EidelstedtTheodor Meinecke Lehmann Wilhelm Grube                     | 10:29:52 h000        |
| 110 m Hürden                                | Wolfgang Troßbach (Berliner SC)                                                  | 15,0 s00            | Günter Theilmann (Eintracht Frankfurt)                                        | 15,1 s00              | Hans Zepernick (Blau-Weiß Osnabrück)                                             | 15,2 s00             |
| 200 m Hürden                                | Bert Steines (TuS Rot-Weiß Koblenz)                                              | 24,7 s00            | Fritz Butenholz (DTSG 74 Hannover)                                            | 25,3 s00              | Friedel Schirmer (FC Stadthagen)                                                 | 25,6 s00             |
| 400 m Hürden                                | Karl Kohlhoff (TuS Rot-Weiß Koblenz)                                             | 53,4 s00            | Georg Sallen (OSV Hörde)                                                      | 53,4 s00              | Oskar Scharr (SpVgg. Feuerbach)                                                  | 53,6 s00             |
| 3000 m Hindernis                            | Helmut Gude (TSV Esslingen)                                                      | 9:02,4 min          | Erhard Kynast (Grün-Weiß Braunschweig)                                        | 9:22,4 min            | Günther Woeller (Werder Bremen)                                                  | 9:26,2 min           |
| 4 × 100 m Staffel                           | Eintracht FrankfurtP. Schulz Eckefried Becker P. Schäfer Konrad Wittekindt       | 42,1 s00            | Preussen KrefeldHeinz Fischer Josef Heinen Wilhelm Bauer Jeuken               | 42,1 s00              | SV Phönix LudwigshafenHeinz Gruber Werner Brunst Ernst Ruppert Horst Sturm       | 42,1 s00             |
| 4 × 400 m Staffel                           | CSV Marathon 1910 KrefeldGeorg Niepoth Leo Lickes Wolfgang Miedecke Hans Geister | 3:14,8 min          | TuS Rot-Weiß KoblenzGerhard Audorf Peter Mirkes Karl Kohlhoff Hubert Huppertz | 3:15,4 min            | MTV WolfenbüttelPaul Steindor Heinz Blumenberg Harry Decker Karl-Heinz Steinhoff | 3:19,8 min           |
| 3 × 1000 m Staffel                          | Rot-Weiß OberhausenKarl-Heinz Surray Karl-Friedrich Dörsing Ernst Viebahn        | 7:27,4 min          | SpVgg. FeuerbachStark Kurt Anderko Siegfried Binder                           | 7:28,3 min            | TK HannoverDieter Klages Klaus Wiegel Peter Bock                                 | 7:32,2 min           |
| 10.000 m Bahngehen                          | Rudolf Lüttge (Eintracht Braunschweig)                                           | 47:51,2 min         | Bernd Schwertel (VfR 07 Limburg)                                              | 50:51,4 min           | Siegfried Kemper (SCC Berlin)                                                    | 50:56,4 min          |
| 50-km-Gehen                                 | Rudolf Lüttge (Eintracht Braunschweig)                                           | 4:58:06 h000        | Robert Kübler (TSV Georgii Allianz Stuttgart)                                 | 5:02:24 h000          | Gustav Peinemann (WSV Braunschweig)                                              | 5:06,26 h000         |
| 50-km-Gehen, Mannschaftswertung             | Eintracht BraunschweigRudolf Lüttge Theo Arendes Walter Stoltz                   | 15:28:47 h000       | WSV BraunschweigGustav Peinemann Helmut Ludwig Viktor Siuda                   | 16:15:05 h000         | SCC BerlinReinhold Hertel Meyer Siegfried Kemper                                 | 16:17:47 h000        |
| Hochsprung                                  | Werner Bähr (Olympia Neumünster)                                                 | 1,91 m000           | Bernd Naumann (SC Frankfurt 1880)                                             | 1,88 m                | Peter Zeiß (KSV Hessen Kassel)                                                   | 1,85 m               |
| Stabhochsprung                              | Julius Schneider (SC Pforzheim)                                                  | 4,20 m DR           | Gustav Stührk (TSV 1860 München)                                              | 3,70 m                | Walter Simon (OSC Berlin)                                                        | 3,60 m               |
| Weitsprung                                  | Herbert Göbel (SV Korbach 09)                                                    | 7,19 m000           | Fritz Gleim (Eintracht Frankfurt)                                             | 7,08 m                | Harry Jungmann (Regensburger Turnerschaft)                                       | 7,07 m               |
| Dreisprung                                  | Werner Bodenhagen (MTV Wolfenbüttel)                                             | 14,63 m000          | Kurt Trozowski (TuS Jahn Werdohl)                                             | 14,32 m               | Kurt Müller (SC Pforzheim)                                                       | 14,25 m              |
| Kugelstoßen                                 | Werner Theurer (SpVgg. Feuerbach)                                                | 14,77 m000          | Josef Hipp (TSG Balingen)                                                     | 14,67 m               | Josef Bongen (TSV Viersen)                                                       | 14,31 m              |
| Diskuswurf                                  | Heinz Rosendahl (Schwarz-Weiß Radevormwald)                                      | 46,77 m000          | Walter Janssen (Werder Bremen)                                                | 45,50 m               | Ernst Kunz (OSC Berlin)                                                          | 45,30 m              |
| Hammerwurf                                  | Karl Wolf (Karlsruher TV 1846)                                                   | 56,96 m000          | Karl Storch (Borussia Fulda)                                                  | 55,41 m               | Erwin Blask (Grünweiß Frankfurt)                                                 | 51,77 m              |
| Speerwurf                                   | Emil Sick (Stuttgarter Kickers)                                                  | 69,54 m000          | Hans-Joachim Schmid (TSG Balingen)                                            | 62,66 m               | Heinrich Will (Rendsburger TSV)                                                  | 62,01 m              |
| Fünfkampf, 1934er W. 2. Zeile: 1985er Wert. | Friedel Schirmer (FC Stadthagen)                                                 | 3843P P (3527 P)    | Hubert Huppertz (TuS Rot-Weiß Koblenz)                                        | 3591 P (3453 P)       | Günther Theilmann (Eintracht Frankfurt)                                          | 3542 P (3419 P)      |
| Zehnkampf, 1934er W. 2. Zeile: 1985er Wert. | Friedel Schirmer (FC Stadthagen)                                                 | 6615 P (6405 P)     | Hubert Huppertz (TuS Rot-Weiß Koblenz)                                        | 6346 P (6209 P)       | Ludwig Koppenwallner (VfL München)                                               | 6302 P (6102 P)      |
| Waldlauf – 7600 m                           | Walter Müller (TSV 1860 München)                                                 | 23:55,2 min         | Günter Heßelmann (SuS 09 Dinslaken)                                           | 24:01,8 min           | Erich Kruzycki (SC Victoria Hamburg)                                             | 24:14,4 min          |
| Waldlauf, Mannschaftswertung                | TSV 1860 MünchenWalter Müller Hermann Eberlein Ludwig Kaindl                     | 10 P (Plätze 1/5/6) | TSV EsslingenHelmut Gude Otto Eitel Dieter Schlegel                           | 26 P (Plätze 8/10/11) | Barmer TV 1846 WuppertalBraun Herbert Schade Heiko Emde                          | 42 P (Plä. 14/15/20) |

## Medaillengewinnerinnen Frauen
| Disziplin                                      | Gold                                                                          | Leistung       | Silber                                                                            | Leistung       | Bronze                                                                                       | Leistung       |
| ---------------------------------------------- | ----------------------------------------------------------------------------- | -------------- | --------------------------------------------------------------------------------- | -------------- | -------------------------------------------------------------------------------------------- | -------------- |
| 100 m                                          | Marga Petersen (Werder Bremen)                                                | 12,2 s         | Maria Sander geb. Domagala (SuS 09 Dinslaken)                                     | 12,3 s         | Ursula Knab (USC Heidelberg)                                                                 | 12,4 s         |
| 200 m                                          | Maria Hertneck (Stuttgarter Kickers)                                          | 25,6 s         | Christel Neukirch (Bonner FV)                                                     | 25,6 s         | Karin Fehring (MTV München von 1879)                                                         | 25,7 s         |
| 80 m Hürden                                    | Maria Sander geb. Domagala (SuS 09 Dinslaken)                                 | 11,6 s         | Anneliese Seonbuchner (1. FC Nürnberg)                                            | 11,7 s         | Lore Fauth (Stuttgarter Kickers)                                                             | 11,9 s         |
| 4 × 100 m Staffel                              | Werder BremenHelga Kluge geb. Huhn Marga Petersen Hannelore Mikos Lena Stumpf | 48,4 s         | SSV WuppertalRenate Kortenhaus Kläre Vorthmann Marianne Dekkers Hildegard Hellwig | 48,5 s         | 1. FC NürnbergWilhelmine Schubert Anneliese Seonbuchner Helma Horlacher Lotte Wackersreuther | 48,6 s         |
| Hochsprung                                     | Margarete von Buchholtz (Stuttgarter Kickers)                                 | 1,55 m         | Luise Lockemann (1. SC Göttingen 05)                                              | 1,55 m         | Hildegard Gerschler (Freiburger FC)                                                          | 1,50 m         |
| Weitsprung                                     | Lore Fauth (Stuttgarter Kickers)                                              | 5,80 m         | Elfriede von Nitzsch (TK Hannover)                                                | 5,74 m         | Kläre Vorthmann (SSV Wuppertal)                                                              | 5,63 m         |
| Kugelstoßen                                    | Gertrud Kille (SV St. Georg Hamburg)                                          | 13,26 m        | Dorothea Kreß (VfL Pinneberg)                                                     | 12,33 m        | Lilli Kähler (USC Heidelberg)                                                                | 12,25 m        |
| Diskuswurf                                     | Marianne Werner geb. Schulze-Entrup (Preußen Münster)                         | 42,72 m        | Karen Sonneck geb. Uthke (TK Hannover)                                            | 41,95 m        | Else Hümmer geb. Graf (1. FC Nürnberg)                                                       | 40,76 m        |
| Speerwurf                                      | Marlies Müller (TuS Rot-Weiß Koblenz)                                         | 46,49 m        | Elisabeth Groß (1. FC Nürnberg)                                                   | 42,81 m        | Alwine Lehr (Eintracht Frankfurt)                                                            | 40,27 m        |
| Fünfkampf, offiz. Wert. 2. Zeile: 1955er Wert. | Lena Stumpf (Werder Bremen)                                                   | 436 P (4292 P) | Maria Sander geb. Domagala (SuS 09 Dinslaken)                                     | 426 P (4285 P) | Lore Fauth (Stuttgarter Kickers)                                                             | 426 P (4300 P) |

## Videolink
- Filmausschnitte u. a. von den Deutschen Leichtathletikmeisterschaften 1951 auf filmothek.bundesarchiv.de, Bereich: 5:26 min bis 6:50 min, abgerufen am 30. März 2021